# Cratere Munter
Munter  è un cratere sulla superficie di Venere. Deve il proprio nome alla pittrice tedesca Gabriele Münter.